# Clara Rosenthal
Clara Rosenthal, geb. Ellstätter (* 9. April 1863 in Karlsruhe; † 11. November 1941 in Jena) war eine deutsche Kunstmäzenin. Sie galt Anfang des 20. Jahrhunderts als schönste Frau Jenas. 1941 nahm sie sich unter dem Druck der antisemitischen Verfolgungen durch die Nationalsozialisten das Leben. Nach Clara und ihrem Mann Eduard Rosenthal wurden die „Clara-und-Eduard-Rosenthal-Stipendien“ des 2009 gegründeten Kulturzentrums „Villa Rosenthal“ in Jena benannt.

## Leben
Clara Rosenthal wurde am 9. April 1863 als Fanni Clara Ellstätter geboren. Sie war die Tochter von Jakob Julius Ellstätter und Clementine, geborene Herz. Julius Ellstätter entstammte einer angesehenen Kaufmanns- und Fabrikantenfamilie, sein Bruder Moritz war badischer Finanzminister. Die Mutter Clementine war die Tochter von William Herz und dessen Frau Sara, geb. Reinach, aus Weilburg. Clara wurde im jüdischen Glauben ihrer Vorfahren erzogen. Am 17. Februar 1879 starb Claras Mutter, die zu dem Zeitpunkt bereits verwitwet war.
Am 9. August 1885 heiratete Clara Ellstätter in Heidelberg den Juristen Eduard Rosenthal. Die Trauzeugen waren der Wiener Bankier Bernhard Rosenthal (37) und der Kaufmann Wilhelm Ellstätter (48) aus Karlsruhe. Die junge Familie wohnte zunächst in Weilburg. Am 15. August 1887 wurde der einzige Sohn der Familie, Curt Arnold Otto Rosenthal, in Jena geboren und evangelisch getauft. Die Familie wohnte zu der Zeit in der Kahlaischen Straße 4.

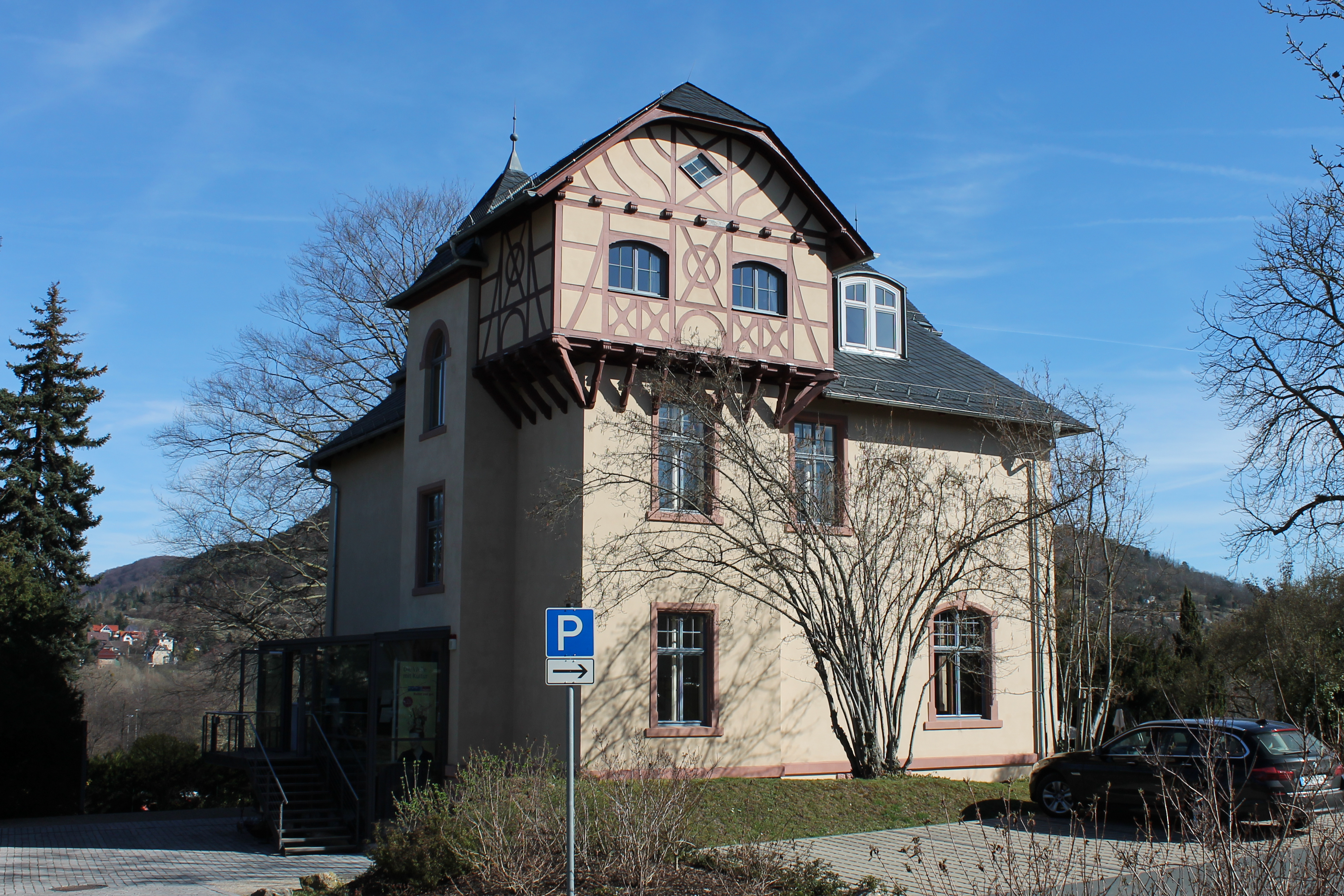
Die Rosenthalvilla in Jena

Die Familie ließ sich 1892 in ihrer nach ihren Vorstellungen erbauten Villa, Kahlaische Straße 6, heute Mälzerstraße 11, nieder. Vom 2. Februar bis zum 8. April 1900 weilte Clara Rosenthal in der Jenaer Psychiatrie. Die Diagnose und das Krankheitsbild sind heute unbekannt. Vor dem Ersten Weltkrieg stieg Clara Rosenthal zur attraktivsten Frau der Stadt auf. Ihr Eintreten für die Kunst wurde allgemein gewürdigt und die Aufnahme in ihre Zirkel galten als Privileg.
Eduard Rosenthal war 1903 der erste Vorsitzende des Jenaer Kunstvereins, Clara war im Beirat der Gesellschaft der Kunstfreunde von Weimar und Jena. Im Besitz des Ehepaars befanden sich Werke angesehener Künstler wie Ludwig von Hofmann, Hans Thoma und Christian Rohlfs.
Ihr Sohn Curt fiel beim ersten Gefecht seiner Einheit am 30. Oktober 1914 in Bas-Maisnil (Nord-Frankreich). Er hatte sich als Freiwilliger gemeldet und kämpfte so womöglich gegen seine einstigen Studienkollegen, die er bei seinen Studien in London und Paris kennengelernt hatte. Nach schwerer Krankheit starb ihr Mann Eduard am 25. Juni 1926.
1928 überschrieb Clara Rosenthal die Villa der Stadt Jena, da sie nicht mehr für deren Unterhaltung aufkommen konnte. Sie sicherte sich aber ein lebenslanges Wohnrecht.

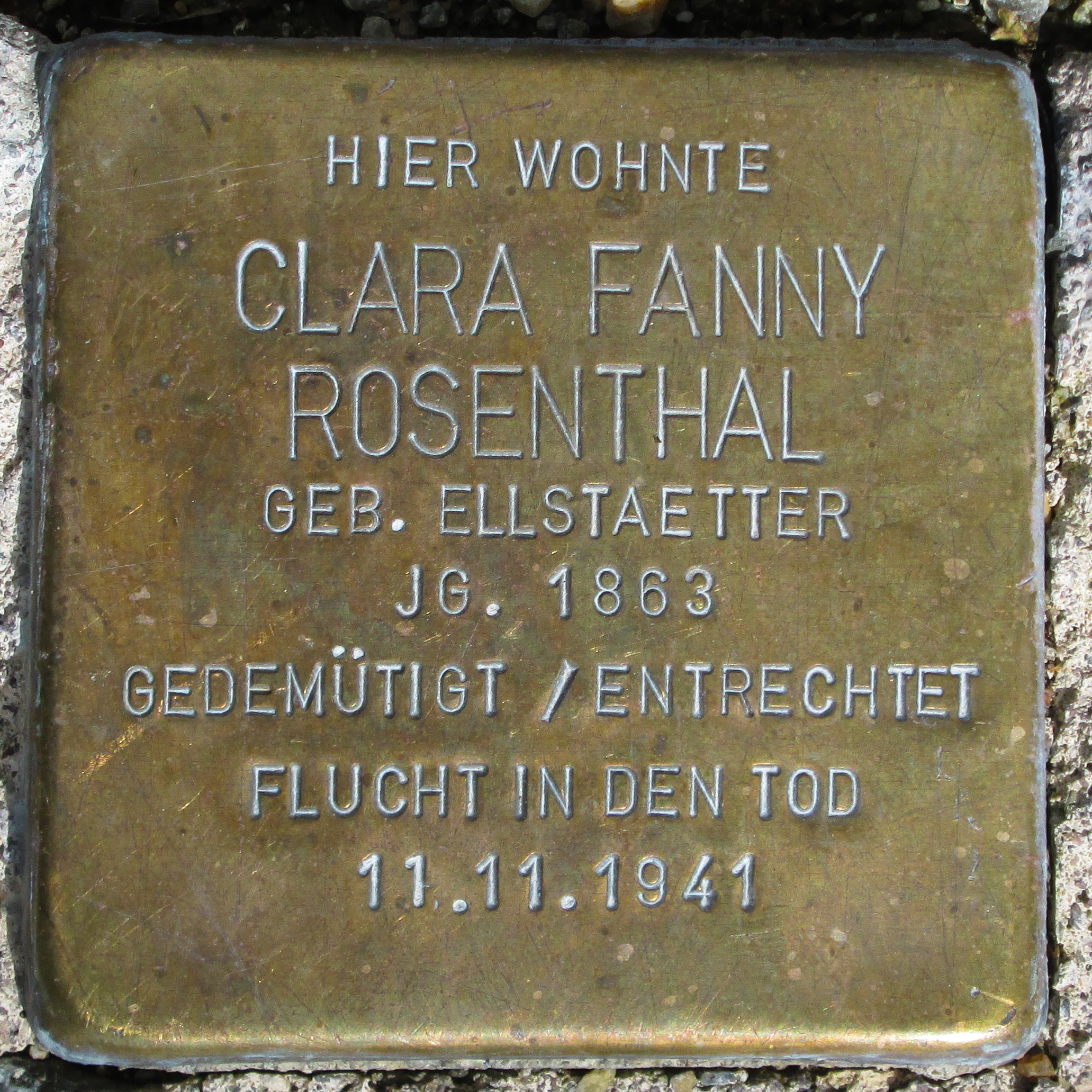
Stolperstein für Clara Rosenthal vor der Villa Rosenthal in Jena, Mälzerstraße 11

Mit der Machtübernahme der Nationalsozialisten 1933 begannen die antisemitischen Repressionen. Clara Rosenthal durfte keine Konzerte und Aufführungen mehr besuchen und selbst Telefon und Grammophon wurden konfisziert. Zudem musste sie zwangsweise den Namen Sara annehmen. Vom 11. April 1936 bis zum 27. Januar 1937 wurde Clara Rosenthal in die Jenaer Psychiatrie eingewiesen. Dort erlitt sie einen Gehirnschlag und musste wochenlang künstlich ernährt werden.
Am 22. September 1939 erließ die Rudolstädter Oberfinanzdirektion eine sogenannte Sicherungsanordnung gegen Clara Rosenthal. Infolgedessen konnte sie nicht mehr frei über ihr Vermögen verfügen. Zudem versuchte der Jenaer Oberbürgermeister Armin Schmidt sie aus ihrer Villa zu vertreiben, was aber auf Grund des Einspruchs des Jenaer Rechtsamtes misslang.
Am 11. November 1941 nahm sich Clara Rosenthal in ihrer Villa mit Veronal das Leben. Ihr Abschiedsbrief ist verschollen. Ihre Leiche wurde auf dem Nordfriedhof Jenas beigesetzt, die Grabstätte ist heute unbekannt. Ihre alleinige Erbin war Grete Unrein, die Tochter Ernst Abbes, der ein Freund ihres Mannes gewesen war. Clara Rosenthal kam mit ihrem Freitod der Deportation und Vernichtung der Thüringer Juden nur wenige Wochen zuvor. Die Deportationen der Thüringer Juden ab dem Frühjahr 1942 in die Vernichtungslager im Osten wie zum Beispiel Auschwitz oder Theresienstadt musste sie so nicht mehr erleben.
Mediale Aufmerksamkeit erregte 2014 das Wiederauffinden und die Identifizierung eines Porträts Clara Rosenthals, das 1896 von Raffael Schuster-Woldan geschaffen wurde. Bis 2014 befand sich das Gemälde einer namenlosen Dame mit Hund im Besitz des Erzbistums Paderborn, zuletzt im Liborianum Paderborn. Im Februar 2014 wurde es aufgrund der Recherchen des Historikers Stephan Laudien der Villa Rosenthal zurückgegeben.
Die Villa Rosenthal ist seit 2009 ein Kulturzentrum Jenas und vergibt die nach dem Ehepaar Rosenthal benannten „Clara-und-Eduard-Rosenthal-Stipendien“. Die Villa bietet Wohn- und Arbeitsmöglichkeiten für zwei Stipendiaten in den Bereichen der Bildenden Kunst und der Literatur/Stadtschreibung. Die Villa kann auch für Feierlichkeiten und Tagungen gemietet werden. Im Obergeschoss gibt es eine ständige Ausstellung zum Schicksal des Ehepaares und der Geschichte der Villa, einen Festsaal und die nichtöffentlichen Zimmer für die Stipendiaten.